# ファームスタンダード
公共株式会社ファームスタンダード（ロシア語: ПАО «Фармстандарт»、英語: Pharmstandard）は、ロシアの製薬会社。 本社は、モスクワ州ドルゴプルードヌイ。
同社は、モスクワ、クルスク、トムスク、チュメニ、ウファ、ニージニーノヴゴロドに工場を持つ。